# Panair do Brasil

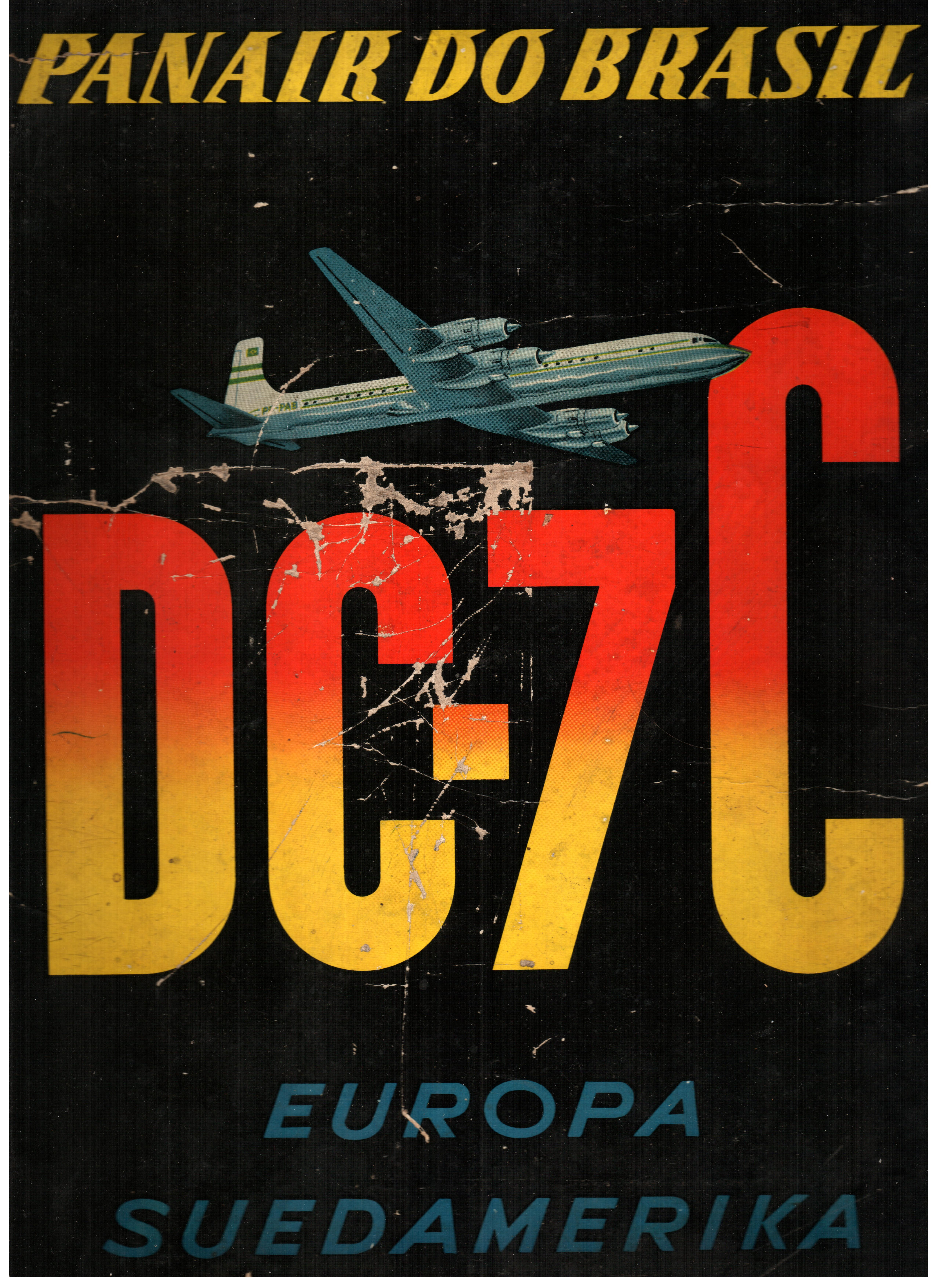
Affiche uit 1957 van Panair do Brasil voor de vluchten met de DC-7C

Panair do Brasil is een Braziliaanse luchtvaartmaatschappij die tussen 1930 en 1965 vluchten uitvoerde. Sinds 1965 bestaat ze nog als rechtspersoon. 
Panair do Brasil is ontstaan als dochterbedrijf van NYRBA, de New York, Rio, and Buenos Aires Line die met watervliegtuigen een dienst onderhield tussen New York en Buenos Aires met tussenlandingen op verschillende plaatsen, waaronder Rio de Janeiro, langs de Braziliaanse kust. NYRBA was het Amerikaanse antwoord op Duitse activiteiten in Zuid-Amerika. 
Brazilië stelde als voorwaarde dat de buitenlandse maatschappijen een Braziliaanse dochter zouden oprichten voor de vluchten naar en in Brazilië. NYRBA richtte hiertoe in 1929 NYRBA do Brasil op. Op 30 april 1930 werd NYRBA gekocht door Pan Am die de Braziliaanse dochter vervolgens omdoopte in Panair do Brasil. vanaf 1942 verkocht Pan Am diverse aandelenpakketten en in 1946 was 52% van de aandelen in handen van Brazilianen waarmee de voorwaarde voor internationale vluchten was vervuld. Panair verkreeg het alleenrecht op de vluchten naar Europa en vloog op 27 april 1946 met een Constellation naar Londen. Daarna werden meerdere bestemmingen in Europa en Zuid-Amerika in het net opgenomen. In Afrika werden Monrovia, Kaapverdië, Dakar en Cairo aangedaan, de oostelijkste bestemming was Beiroet dat via een tussenlanding in Dakar werd bereikt. 
In 1961 verkocht Pan Am de laatste aandelen en begon voor Panair do Brasil het straaltijdperk, met de introductie van de DC-8-33 op de routes naar Europa. Voor de binnenlandse dienst werden vier Caravelles aangeschaft. Panair do Brasil reserveerde ook meteen de drie eerste productie toestellen van de supersonische Super Caravelle. Deze Super Caravelle ging op in het Concorde project, waar Panair op grond van de eerdere opties eveneens de eerste drie toestellen claimde. 
In 1964 vond een staatsgreep plaats in Brazilië. Het nieuwe militaire regime gaf alle routerechten aan Varig en Cruzeiro do Sul, de maatschappijen die voortkwamen uit de activiteiten van Lufthansa voor de Tweede Wereldoorlog. Hierdoor was het voor Panair do Brasil onmogelijk vluchten uit te voeren wat uitmondde in het faillissement op 15 februari 1965. De eigenaren van Panair do Brasil hebben het faillissement aangevochten en op 23 maart 2013 heeft een hoorzitting plaatsgehad over deze zaak.